# دوریس درات
دوریس درات (انگلیسی: Doris Drought؛ ۱۰ سپتامبر ۱۸۹۹ – ۱۸ مارس ۱۹۷۶) تدوین‌گر اهل ایالات متحده آمریکا بود.
از فیلم‌هایی که وی در آن‌ها نقش داشته‌است، می‌توان به مو قرمزی، تنها شجاعان و روزنه امید اشاره نمود.